# ディファレント・フォー・ガールズ (ジョー・ジャクソンの曲)
「ディファレント・フォー・ガールズ」(It's Different for Girls)は、イギリスのシンガーソングライター、ジョー・ジャクソンの楽曲。2枚目のスタジオ・アルバム『アイム・ザ・マン』に収録されており、シングルとしてもリリースされた。
イギリスでは80年の1月にチャートに初登場し最高5位まで上昇した。
2019年にはトレヴァー・ホーンがフル・オーケストラでカバーした、ヴォーカルはマリリオンのスティーヴ・ホガース。

## トラックリスト
1. ディファレント・フォー・ガールズ - 3:43
2. 狂った金曜日 - 3:36

## チャート成績

### 週間チャート
| チャート（1980年）               | 最高順位 |
| -------------------------------- | -------- |
| イギリス（全英シングルチャート） | 5        |